# Apatou (plaats)
Apatou is een gemeente in Frans-Guyana. De gemeente telde 10.059 inwoners op 1 januari 2022. De naamgevende hoofdplaats van de gemeente is gelegen is aan de Marowijne die in het Frans Maroni wordt genoemd en de grens met Suriname vormt. De hoofdplaats Apatou is een Aluku dorp, maar wordt door marrons van vele stammen bewoond. Het dorp is in 1882 gesticht door Kapitein Apatou, en is later naar hem vernoemd. Sinds 2010 is Apatou verbonden met het wegennetwerk van Frans-Guyana.

## Geschiedenis
Apatou was een gids van de Franse ontdekkingsreiziger Jules Crevaux. De tweede reis was een tocht van Frans Guyana tot aan Colombia, en vervolgens was Apatou samen met Crevaux naar Parijs gegaan. Apatou keerde naar zijn geboortedorp L'Enfant Perdu terug als een beroemdheid, maar zijn nauwe contacten met de Franse overheid waren een bron van jaloezie. In 1882 heeft Apatou het dorp Moutendé gesticht. Hij kreeg van zijn stam een kapiteinstitel en een salaris van de Franse overheid. In 1885 werd een katholieke missie in het dorp geopend. Na het overlijden van Apatou is de naam van het dorp Moutendé gewijzigd in Apatou.
In 1930 werd Apatou een onderdeel van Inini, een niet-zelfstandig gebied dat rechtstreeks door de gouverneur werd bestuurd. In 1969 werd de commune (gemeente) Papaichton/Grand Santi/Apatou opgericht en kreeg het gebied een democratisch bestuur met burgemeester en wethouders. In 1976 werd Apatou een zelfstandige gemeente.
Andere dorpen in de gemeente zijn Maïman, Patience, en de Paramacca nederzetting Providence.

## Transport
De hoofdplaats kon oorspronkelijk alleen worden bereikt via de Marowijne. In 2010 werd de weg naar Saint-Laurent-du-Maroni geopend. Als openingsceremonie begon de Tour de Guyane, de lokale wielerwedstrijd, in Apatou.

## Demografie
Apatou was zeer dunbevolkt met 618 inwoners in een gebied van 2,020 km² in 1982, maar is fors gestegen naar 9,482 inwoners in 2019.

## Dorpen
- Providence, een Paramaccaans dorp in de gemeente

## Sport
Het lokale voetbalteam is ASC Agouado en speelt in de Division d'Honneur. Het voetbalstadion is Stade de Moutendé en heeft een capaciteit van 1,000 bezoekers.

## Galerij

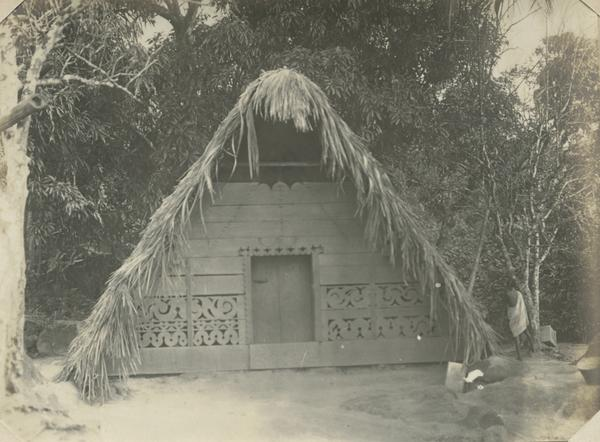
Huis in Apatou (1903)
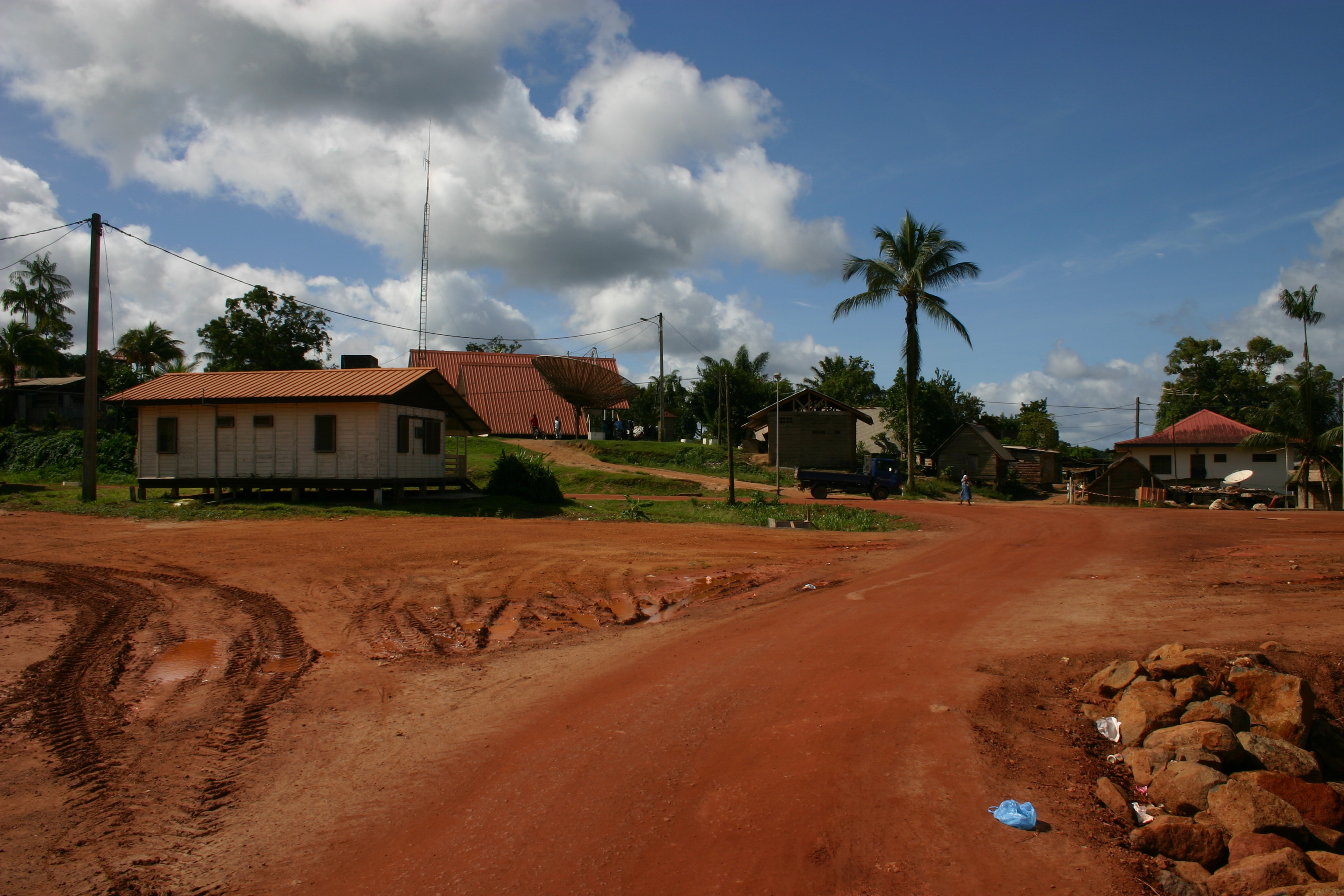
Straat in Apatou
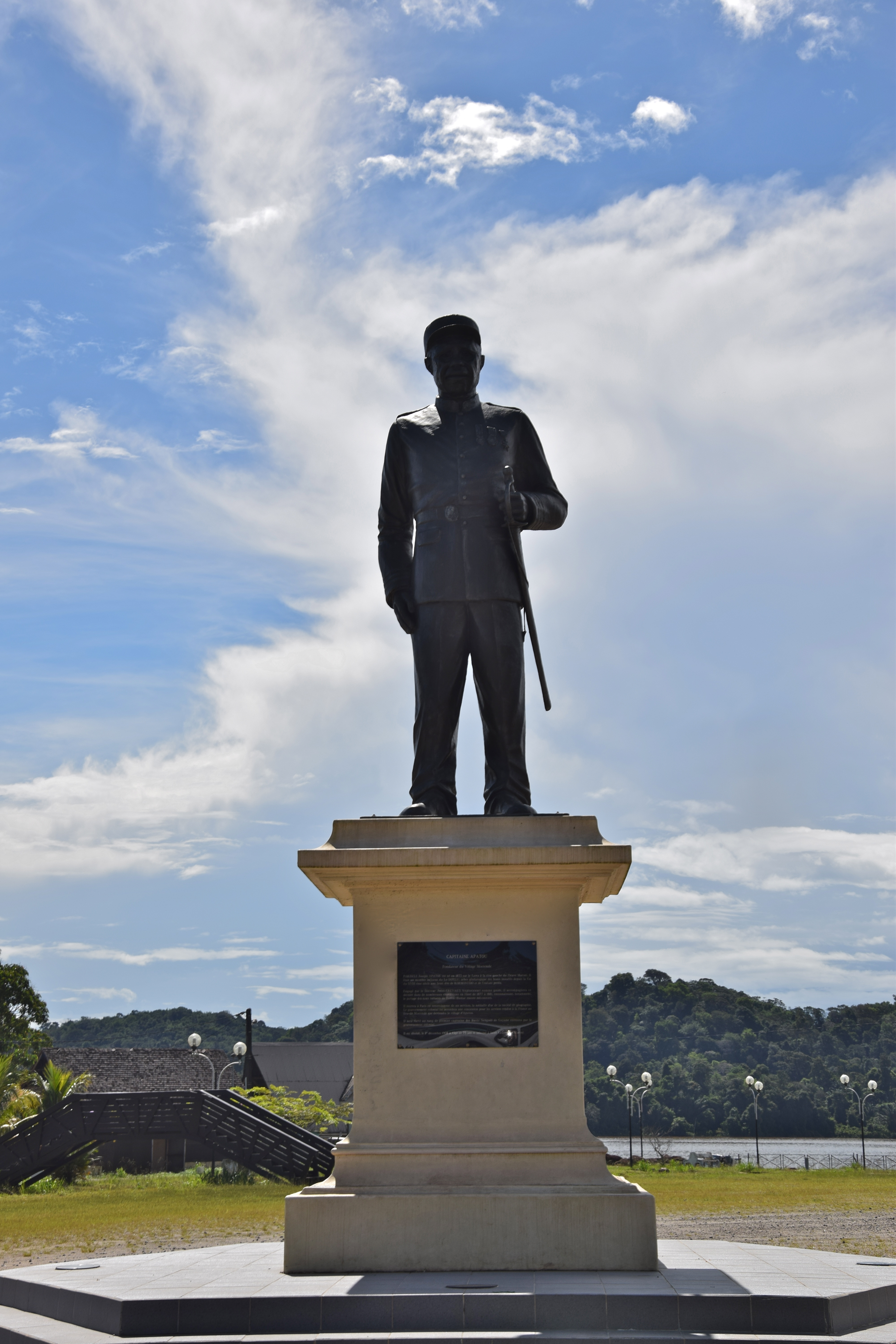
Standbeeld van kapitein Apatou
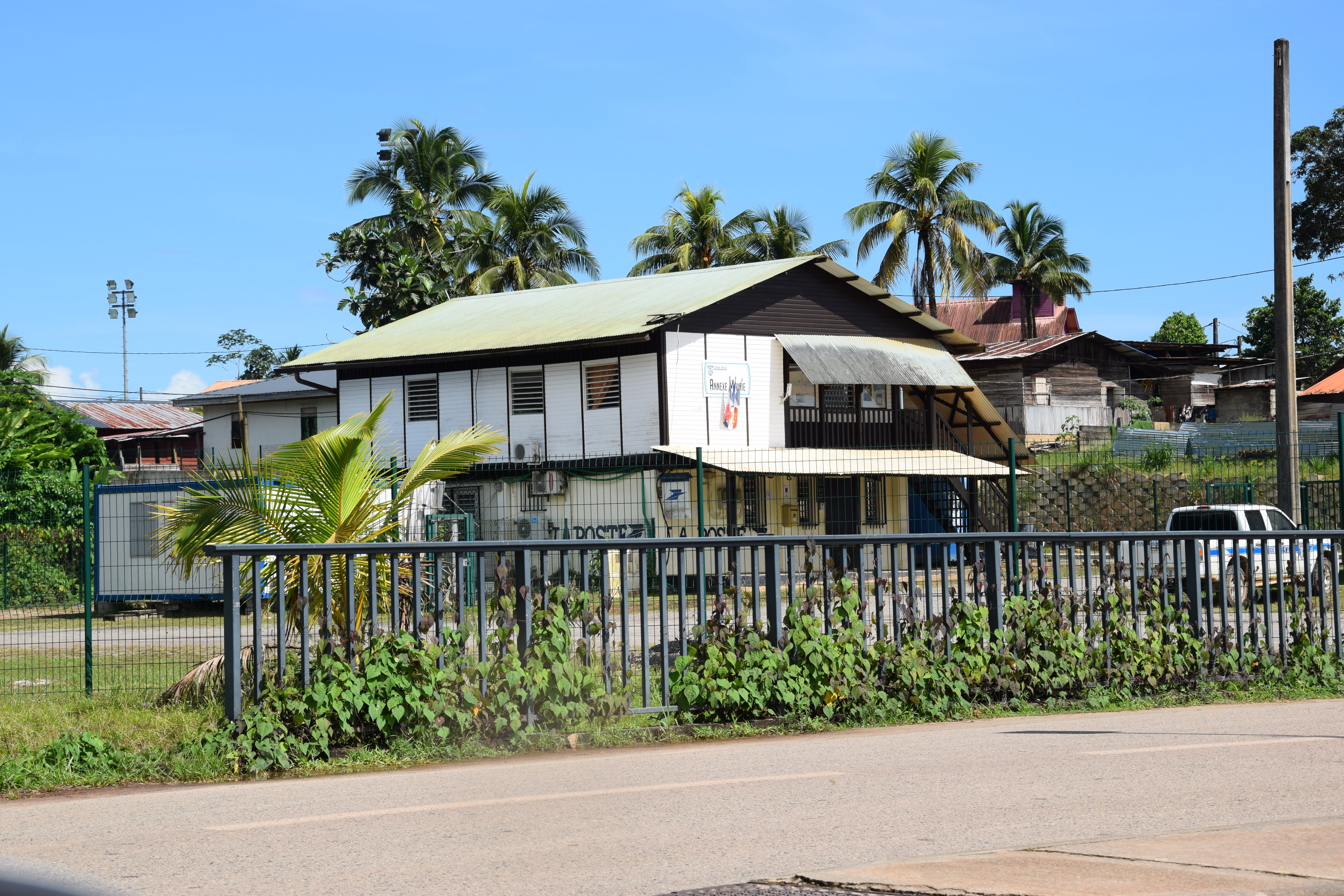
Annex van het gemeentehuis